# ОШ „Доситеј Обрадовић” Кнежево
ОШ „Доситеј Обрадовић” је једна од основних школа на подручју општине Кнежево. Налази се у Улици Дујка Комјеновић бб у Кнежеву. Име је добила по Доситеју Обрадовићу српском књижевнику, преводиоцу, просветитељ и реформатор револуционарног периода националног буђења и препорода. Био је оснивач и професор Велике школе, претече Београдског универзитета. Он је био први попечитељ просвете у Совјету и аутор свечане песме „Востани Сербије“.

## Историјат
Прва основна школа у Скендер Вакуфу, данашње Кнежево, почела је да ради 1883, на мјесту гдје се и данас налази школска зграда. Била је то брвнара покривена даском. Први учитељ до 1905. био је Милан Трешњић. Због ратних дешавања школа није радила 1942–1945, када је настава за 60 ученика поново почела да се одржава у дрвеној згради, која се звала „читаоница“. У току 1947. изграђена је школска зграда са двије учионице. Од 1958/1959. школа је почела да прераста у осмогодишњу. Школске 1961/1962. наставу је похађало 430 ученика. Њихов број се повећавао, нарочито 1959–1964. године. Изграђене су четворогодишње школе у селима: Бастаји, Борак, Брегови, Голо Брдо, Кобиља, Мокри Луг и Шолаји, које су припадале централној школи у Скендер Вакуфу. Школске 1963/1964. у њен састав ушле су и школе из Давидовића, Добратића и Мелине, тако да је централна школа са подручним школама имала 1.492 ученика. Од 1962. носила је назив Централна основна спомен-школа, а од 1965. – "22. фебруар". Школске 1971/72. отворена је нова школска зграда за 1.967 ученика. Отад се број ученика у овој општини смањује. Школске 1975/1976. Бастаји су имали 116 ученика, Голо Брдо 75, а Кобиља 83. Школа је 1982. добила назив „Лука Радетић“, а од 1. јула 1991. зове се „Доситеј Обрадовић“. Исте године
похађала су је 1.294 ученика. Године 2010/2011. имала је 655 ученика, 47 наставника, двојицу православних и једног исламског вјероучитеља. У њеном саставу биле су подручне петогодишње школе: Бастаји, Брегови, Борак, Голо Брдо, Кобиља, Малићи и Мокри Луг. Све су основане крајем педесетих и почетком шездесетих година XX вијека и радиле су са минималним бројем ученика. Школа је 2022/2023. имала 347 ученика, 37 наставника, двојицу вјероучитеља православне и једног исламске вјеронауке. Има спортску салу и уређене спортске терене. Школска библиотека садржи 24.176 књига. Од 1970. излази школски лист „Глас с планине“. Године 1973. школа је одликована Орденом рада са сребрним вијенцем.